# Парк у Врњачкој бањи
Парк се налази у Врњачкој бањи која је уједно и највећа бања у Србији. Налази се у централној Србији, у Рашком округу. Бања је позната и по седам различитих минералних извора Архивирано на веб-сајту  (5. април 2017). Од поменутих извора четири се користе за балнеолошку терапију, то су: Топла вода, Снежник, Слатина и Језеро.

## Историја парка
Још средином 19-тог века се дошло на идеју о уређивању врњачког парка и до данас се непрестано ради на његовом уређењу. На почетку парк се састојао из пар стаза за шетање и травњака, а временом је постао један од најпознатијих паркова у Србији. Велики допринос у изградњи парка имали су Франц Винтер и Јохан Јанучек који су изградили први стакленик чија је сврха била узгајање биљних врста потребних за уређење парка. Парк је рађен у барокном стилу, који је карактеристичан за Француску, али уочавају се и многи други стилови. Поред различитих врста цвећа и растиња, парк красе и дечија игралишта, спортски терени, скулптуре познатих вајара у част личности које су утицале на развој врњачког парка.

## Јапански врт
2011. године парк је добио нови изглед изградњом јапанског врта, који је финансиран од стране јапанске владе. Заузима површину од 3000 квадратних метара. Осим естетских разлога, парк је саграђен и у циљу упознавања народа са јапанском културом и њиховим начином живота. У централном делу врта налази се мало језеро са острвцем, чајна кућица, водопад и мост. Ово је тек други јапански врт у Србији, први се налази у Београду.